# Hypolaïs obscure
Iduna opaca
Espèce
Statut de conservation UICN

 LC  : Préoccupation mineure
L'Hypolaïs obscure (Iduna opaca) est une espèce de petits oiseaux de la famille des Acrocephalidae.
Son aire s'étend à travers l'Ouest du bassin méditerranéen ; elle hiverne en Afrique de l'Ouest.
Elle se reproduit dans une variété de biotopes allant des maquis et des forêts ouvertes humides au bord des rivières, palmeraies etc. Elle pond deux à trois œufs dans un nid placé en sous-bois ou dans un buisson. Comme la plupart des parulines, c'est un insectivore.